# Sphoeroides
Sphoeroides là một chi cá trong họ Tetraodontidae.

## Các loài
Hiện tại có 23 loài được ghi nhận:
- Sphoeroides andersonianus Morrow, 1957
- Sphoeroides angusticeps (Jenyns, 1842)
- Sphoeroides annulatus (Jenyns, 1842)
- Sphoeroides cheesemanii (F. E. Clarke, 1897)
- Sphoeroides dorsalis Longley, 1934
- Sphoeroides georgemilleri Shipp, 1972
- Sphoeroides greeleyi C. H. Gilbert, 1900
- Sphoeroides kendalli Meek & Hildebrand, 1928
- Sphoeroides lispus H. J. Walker, 1996
- Sphoeroides lobatus (Steindachner, 1870)
- Sphoeroides maculatus (Bloch & J. G. Schneider, 1801)
- Sphoeroides marmoratus (R. T. Lowe, 1838)
- Sphoeroides nephelus (Goode & T. H. Bean, 1882)
- Sphoeroides nitidus Griffin, 1921]
- Sphoeroides pachygaster (J. P. Müller & Troschel, 1848)
- Sphoeroides parvus Shipp & Yerger, 1969
- Sphoeroides rosenblatti W. A. Bussing, 1996
- Sphoeroides sechurae Hildebrand, 1946
- Sphoeroides spengleri (Bloch, 1785)
- Sphoeroides testudineus (Linnaeus, 1758)
- Sphoeroides trichocephalus (Cope, 1870)
- Sphoeroides tyleri Shipp, 1972
- Sphoeroides yergeri Shipp, 1972